# Łukasz Łuczaj
Łukasz Jakub Łuczaj (ur. 27 września 1972 w Krośnie) – polski botanik, profesor nauk biologicznych, wykładowca akademicki, profesor Uniwersytetu Rzeszowskiego, popularyzator nauki, wideobloger i działacz na rzecz ochrony przyrody, autor publikacji na temat dzikich roślin jadalnych.

## Życiorys
Uczęszczał do I Liceum Ogólnokształcącego im. Mikołaja Kopernika w Krośnie. W okresie licealnym był stypendystą Krajowego Funduszu na rzecz Dzieci. W 1994 ukończył studia z biologii środowiskowej na Uniwersytecie Warszawskim. Napisał pracę magisterską na temat rozprzestrzeniania się nowych gatunków krzewów w Puszczy Białowieskiej. W 1999 również na Uniwersytecie Warszawskim uzyskał stopień doktora na podstawie pracy Struktura roślinności i efekty brzegowe w strefie kontaktowej lasu i łąki, napisanej pod kierunkiem Janusza Falińskiego. W czasie studiów doktoranckich pracował w Ogrodzie Botanicznym w Warszawie.
Zamieszkał w Pietruszej Woli na Podkarpaciu. W swoim kilkunastohektarowym gospodarstwie założył dziki ogród, nastawiony na maksymalny poziom bioróżnorodności. Prowadzi tam eksperymenty ekologiczne. W ogrodzie w 2015 było ponad 400, a w 2021 już ponad 500 różnych gatunków drzew. Łukasz Łuczaj utrzymuje łąki kośne i pole z ginącymi gatunkami chwastów, a także próbuje odtwarzać naturalne runo leśne w młodych drzewostanach na gruntach porolnych. Jest propagatorem idei dzikiego ogrodu, a także pionierem ruchu dzikich ogrodów w Polsce. Kilka razy w roku prowadzi warsztaty dzikiej kuchni w Rzepniku.
W 2011 podjął pracę jako wykładowca na Uniwersytecie Rzeszowskim, najpierw Zamiejscowego Wydziału Biotechnologii w Weryni URz, a następnie w Instytucie Biologii i Biotechnologii. W 2012 uzyskał w Instytucie Botaniki Polskiej Akademii Nauk stopień naukowy doktora habilitowanego, przedstawiając monografię Dziko rosnące rośliny jadalne użytkowane w Polsce od połowy XIX w. do czasów współczesnych. W tym samym roku objął stanowisko profesora nadzwyczajnego Uniwersytetu Rzeszowskiego. W 2023 otrzymał tytuł profesora nauk ścisłych i przyrodniczych w dyscyplinie nauki biologiczne. Był promotorem w trzech przewodach doktorskich.
Jego zainteresowania badawcze obejmują przede wszystkim ekologię roślin i etnobotanikę, z czym wiąże się również zainteresowanie taksonomią ludową i dzikimi roślinami jadalnymi. Jest członkiem redakcji czasopism naukowych „Journal of Ethnobiology and Ethnomedicine” oraz „Acta Societatis Botanicorum Poloniae” i twórcą polskiego pisma „Etnobiologia Polska” (2011–2021). Naukowo zajmuje się uporządkowaniem archiwalnych danych etnobotanicznych z terenu Polski, Słowacji, Ukrainy i Białorusi oraz prowadzi badania terenowe nad użytkowaniem roślin m.in. w Chinach, w Laosie, na Kaukazie i na Bałkanach.
Znalazł się w opracowanym przez badaczy z Uniwersytetu Stanforda, opublikowanym w październiku 2020 na łamach „PLOS Biology” rankingu, uwzględniającym niemal 160 tys. najlepszych naukowców na świecie (w tym 726 naukowców z Polski). Ranking oceniał dorobek naukowy na podstawie indeksu bibliometrycznego, z uwzględnieniem takich kryteriów jak: indeks Hirscha, liczba cytowań, Impact factor, miejsce i rola na liście autorów.
Jest zaangażowany w działania na rzecz ochrony przyrody na Podkarpaciu. Działa m.in. na rzecz ochrony rzek przed regulacją oraz przeciwko wycince drzew. Stworzył mieszanki nasion łąkowych, które umożliwiają samodzielne tworzenie kwietników z występujących w Polsce, niejednokrotnie zagrożonych gatunków. Były to pierwsze tego typu rodzime mieszanki w Polsce (od 1999). Apelował do władz Rzeszowa o rzadsze koszenie miejskich łąk, aby te mogły swobodniej rosnąć. Interesuje się technikami przeżycia w dzikiej przyrodzie. Organizuje warsztaty poświęcone tej tematyce i odtwarzaniem trybu życia zbieraczy-łowców.
Jest publicystą i popularyzatorem nauki. Przez szereg lat był współpracownikiem miesięczników „Wróżka” i „Kuchnia”, gdzie pisał o dzikich roślinach jadalnych. Publikuje teksty w kwartalniku „Przekrój”. Prowadzi blogi po polsku (www.lukaszluczaj.pl) i angielsku (www.thewildfood.org). Jest wideoblogerem, jego polskojęzyczny kanał zasubksrybowało na YouTube ponad 97 tys. osób (stan na 18.10.2024 r.). Prowadzi też anglojęzyczny kanał The Wild Food.
Jego siostra Justyna Łuczaj-Salej jest reżyserką filmową, razem stworzyli cykl telewizyjny Dziki obiad Łukasza Łuczaja (Kuchnia+ 2011).
W 2016 powstał film dokumentalny o Łukaszu Łuczaju Świat według Łukasza w reżyserii Piotra Sochy, nagrodzony na Festiwalu Filmów Optymistycznych „Happy End” w Rzeszowie.

## Publikacje (wybór)
Książki popularnonaukowe i eseistyczne
- Dzikie rośliny jadalne Polski. Przewodnik survivalowy (2002)
- Podręcznik robakożercy, czyli jadalne bezkręgowce Środkowej Europy (2005)
- W dziką stronę (2010)
- Dzika Kuchnia (2013)[21]
- Seks w wielkim lesie (2020)[22][23]

Publikacje naukowe
- Wild vascular plants gathered for consumption in the Polish countryside: a review[24] (z Wojciechem M. Szymańskim), „Journal of Ethnobiology and Ethnomedicine” 2007, 3:17
- Większość publikacji naukowych dostępna na Google Scholar: Lukasz Luczaj[25]